# IWA World Women's Championship
Le Championnat Mondial Féminin de la IWA (IWA World Women's Championship) est un ancien titre de catch féminin qui était mis en jeu dans la fédération féminine All Japan Women's Pro-Wrestling.

## Historique
Le titre a connu 7 championnes différentes pour un total de 10 règnes. Le titre a également été laissé 2 fois vacant.
| Catcheur       | Fois | Date              | Lieu     |
| -------------- | ---- | ----------------- | -------- |
| Monster Ripper | 1    | Décembre 1987     |          |
| Chigusa Nagayo | 1    | 22 septembre 1988 | Calgary  |
| Madusa Miceli  | 1    | 4 janvier 1989    | Tokyo    |
| Chigusa Nagayo | 2    | 5 janvier 1989    | Tokyo    |
| Vacant         |      | 6 mai 1989        |          |
| Madusa Miceli  | 2    | 14 septembre 1989 | Kumamoto |
| Vacant         |      | 1991              |          |
| Kyoko Inoue    | 1    | 31 août 1991      | Mita     |
| Manami Toyota  | 1    | 25 avril 1992     | Yokohama |
| Reggie Bennett | 1    | 25 mai 1995       | Niigata  |
| Takako Inoue   | 1    | 4 décembre 1995   | Tokyo    |
| Kyoko Inoue    | 2    | 20 janvier 1997   | Tokyo    |
| Vacant         |      | 11 mai 1997       |          |